# Bombardement de Saint-Nazaire du 9 novembre 1942
Le bombardement de Saint-Nazaire du 9 novembre 1942 est un bombardement stratégique durant la Seconde Guerre mondiale par voie aérienne mené par les Alliés. Visant le port de Saint-Nazaire et les chantiers navals, il entraîne la mort de 186 civils, parmi lesquels 134 apprentis des chantiers de Penhoët, âgés de 14 à 17 ans.

## Les objectifs
Saint-Nazaire, avec sa base sous-marine allemande, son port de commerce et ses chantiers de construction et de réparation navale, constitue un centre névralgique du dispositif militaire du Troisième Reich. A ce titre, la ville devient une cible pour les forces Alliées. Le centre-ville est touché pour la première fois dans la nuit du 15 au 16 février 1942 et totalise déjà 80 morts en avril 1942. Après le bombardement de Lorient le 21 octobre 1942, puis celui de Brest le 7 novembre, c'est à nouveau au tour de Saint-Nazaire d'être bombardée le 9 novembre 1942. Il s'agit du premier bombardement aérien de jour par l'armée américaine.
Une cinquantaine de bombes avaient déjà été précédemment larguées sur les chantiers, sans faire de victime. Le 9 novembre 1942, au lendemain de l'opération Torch, 24 bombes de gros calibre vont être déversées sur la ville par des bombardiers lourds B17 et B24, qui larguent leur cargaison à haute altitude selon la technique  du tapis de bombes.

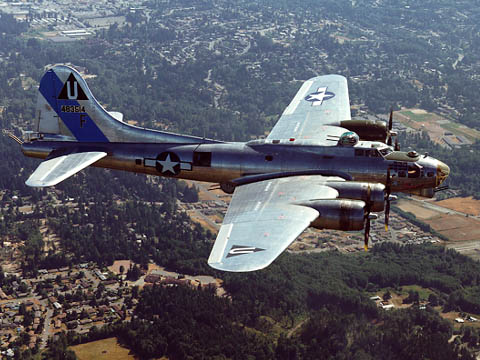
Boeing B-17 Forteresse Volante
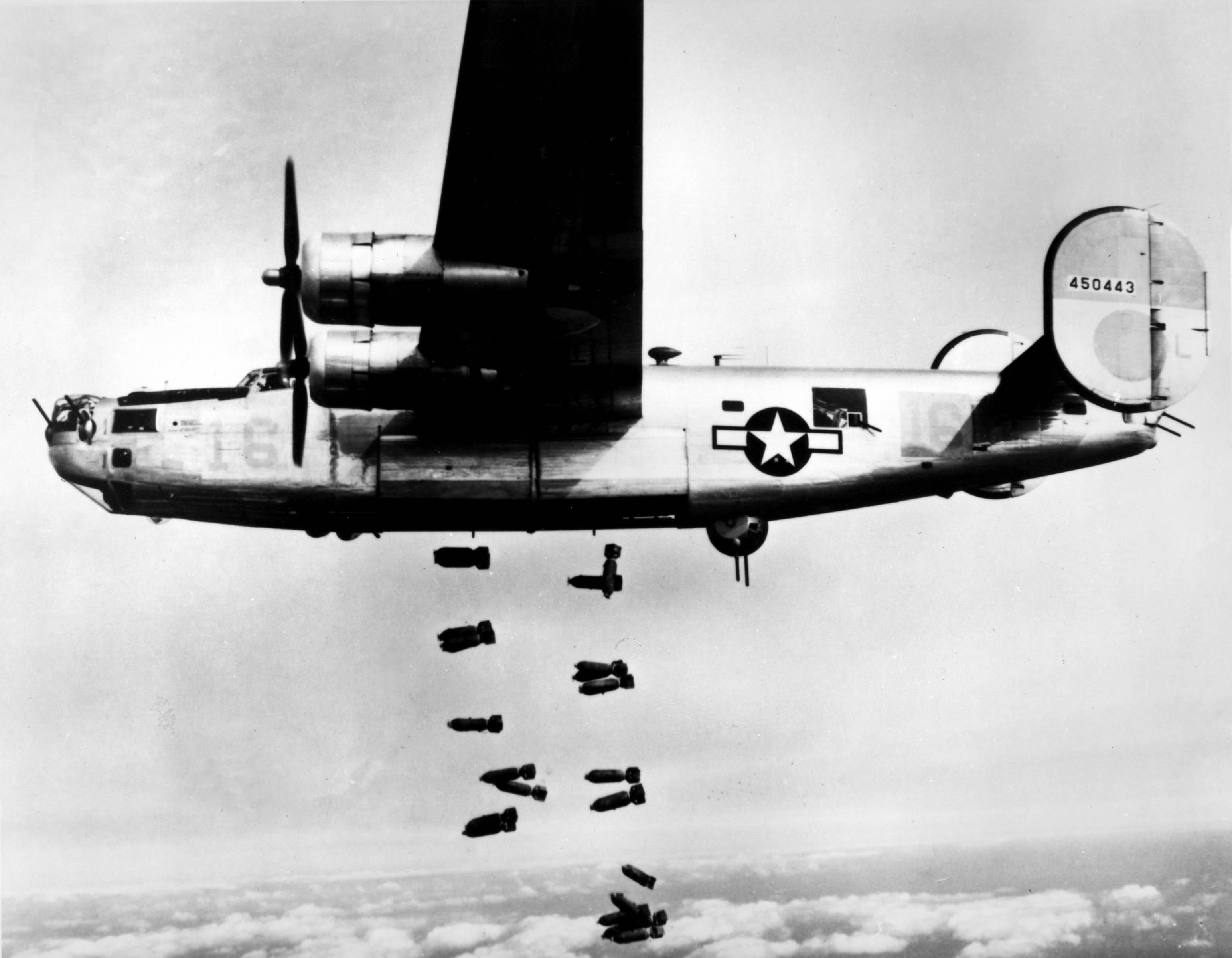
Consolidated B-24 Liberator  identique à ceux qui ont mené les bombardements à Saint-Nazaire

En ce lundi ensoleillé, 200 apprentis âgés de 14 à 17 ans viennent de reprendre leur travail, sous la surveillance d'une vingtaine de moniteurs, dans l'école créée
durant la Première Guerre mondiale, alternant cours théoriques en salle de classe et pratiques en atelier. L'alerte est donnée à 13h45, mais la ville en a connu d'autres et personne ne manifeste de signe de panique. Les apprentis rejoignent joyeusement les différents abris aménagés pour leur protection en cas d'attaque, quitter les cours revenant pour certains à une nouvelle récréation. Ils gagnent ainsi :
- un abri sur le parc à tôles ;
- un abri dans la cour de l'école ;
- un abri dans les alvéoles sous la forme Joubert, le plus sûr[3].

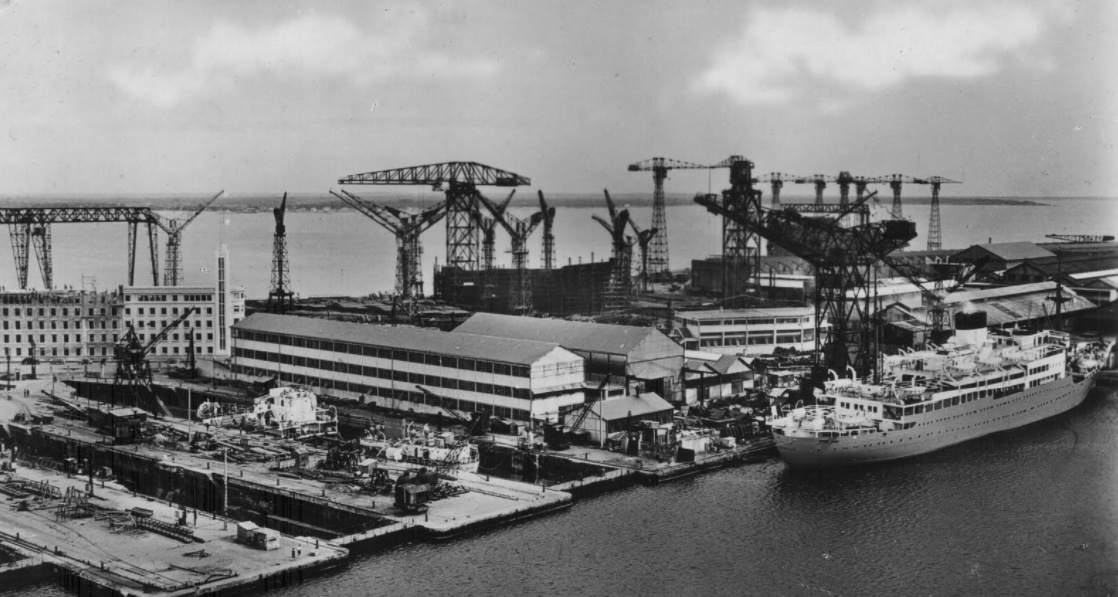
Chantiers de Penhoët

A 13h50, une première vague de bombes de gros calibre, pesant de 200 à 500 kg, est déversée. Ces projectiles tombent sur la zone des chantiers navals, principalement sur l'abri du parc à tôles. De nombreux apprentis et moniteurs sont tués, blessés ou ensevelis vivants. Les secours arrivent rapidement mais les engins de manutention sont hors service à cause des explosions. Les ouvriers portent secours avec des moyens de fortune et commencent à dégager les victimes.
Après la première vague, l'abri de la cour de l'école resté intact sert de refuge. Cet abri, bondé de personnes, est touché de plein fouet et celui du parc à tôles est bombardé à nouveau par une seconde vague de largage à 14h10, entraînant encore plus de morts. Les corps sont déchiquetés par les déflagrations, des brûlures causées par l'acide stocké à proximité, certains jeunes enterrés meurent étouffés. Bravant le couvre-feu, des volontaires poursuivent les secours durant la nuit.
Familles et copains doivent identifier le corps des victimes. Tous vêtus de leur habit de travail, beaucoup sont difficilement identifiables. Sur 200 apprentis présents ce jour-là, 134 sont victimes d'une mort atroce, 10 de leurs moniteurs sont également victimes de ce bombardement.
Vingt ouvriers du Chantier venus secourir après la première vague de bombes et 22 personnes présentes sur les lieux subissent le même sort. Les apprentis rescapés sont, pour la plupart, mutilés ou blessés. Le 12 novembre, trois jours après le drame, la ville de Saint-Nazaire rend un dernier hommage aux victimes. Des camions sont réquisitionnés pour transporter tous les cercueils.
Huit jours après ce premier bombardement de jour, un second fait 87 victimes et 200 blessés aux Chantiers de la Loire et de Penhoët. Après les destructions à Saint-Nazaire, le port de Nantes prend une importance accrue pour la Kriegsmarine et devient à son tour de ce fait un objectif à détruire pour les Alliés. C'est ainsi qu'il subit quelques mois plus tard les bombardements des 16 et 23 septembre 1943, visant principalement le quai de la Fosse. L'imprécision des largages entraîne d'importants dégâts et 1463 victimes civiles en centre-ville.

## Impact médiatique
La presse locale, notamment L'Ouest-Éclair, traite le sujet du bombardement de Saint-Nazaire du 8 novembre 1942 modérément, dérogeant à son habitude de dénoncer ce type d'opérations aériennes avec plus de véhémence. Le quotidien ne les évoque qu'en quelques lignes et les attribue de manière erronée aux Britanniques. La quasi simultanéité des pertes matérielles infligées à Saint-Nazaire avec le débarquement américain la veille en Afrique du Nord, connu sous le nom d'opération Torch, souligne la fragilité du Troisième Reich que la presse collaborationniste tend à minorer.

## Mémoire
Le boulevard des Apprentis de Saint-Nazaire et de Montoir-de-Bretagne évoque la mémoire des victimes du 9 novembre 1942.
Un mémorial situé avenue de la Prise d'eau, sur les lieux du bombardement, est inauguré le 24 mai 2019, en présence de Joseph Michel, dernier survivant du drame, amputé des deux jambes après le bombardement. Par la suite marié et père de deux enfants, il tient un magasin d’électricité dans le quartier de Penhoët. Il décède le 18 mars 2022 à l'âge de 95 ans.
Une stèle est érigée dans le cimetière de Toutes-Aides pour rappeler la tragédie.

## Galerie

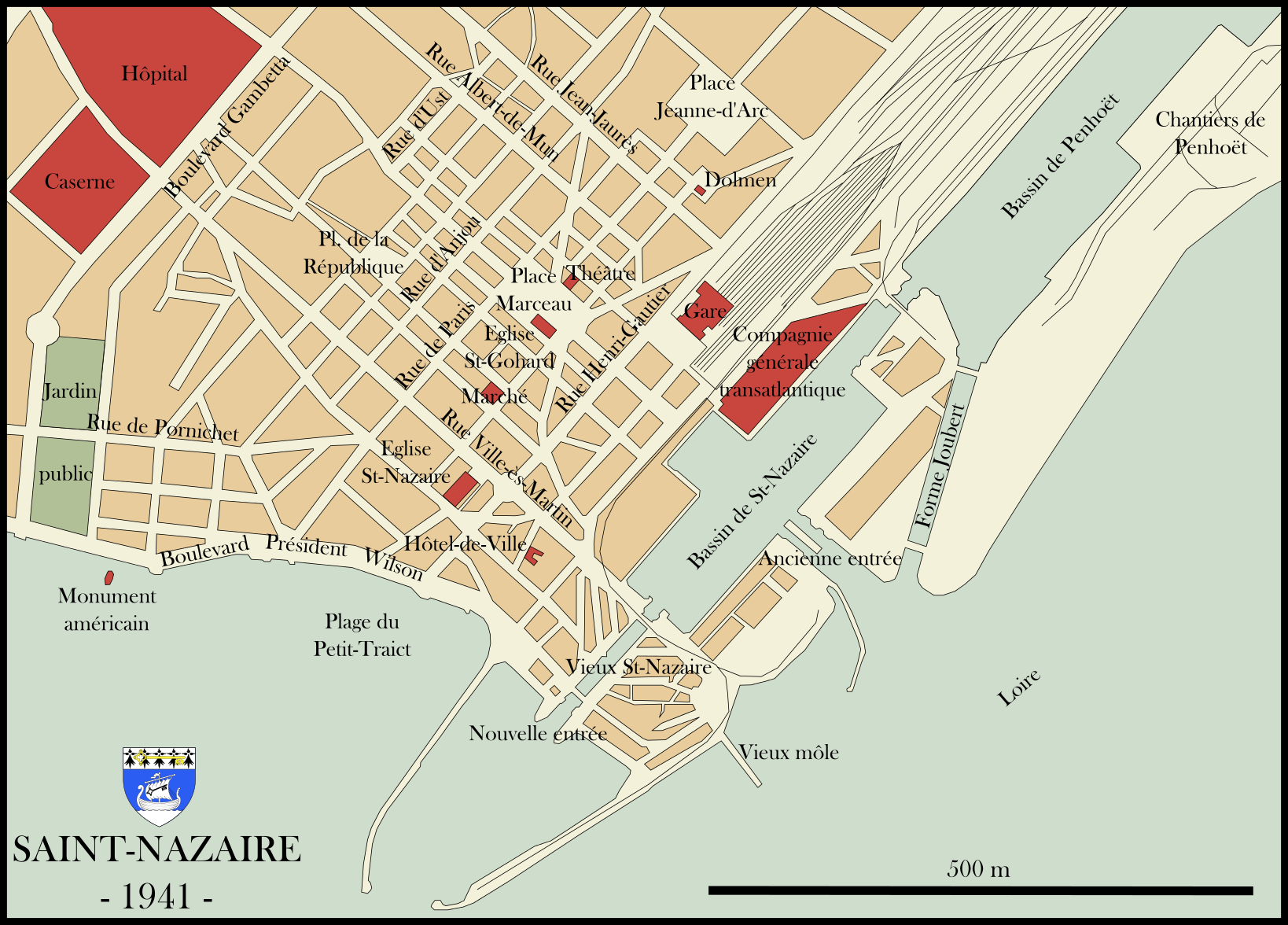
Plan du port de 1941 marquant l'emplacement des Chantiers de Penhoët et de la forme Joubert
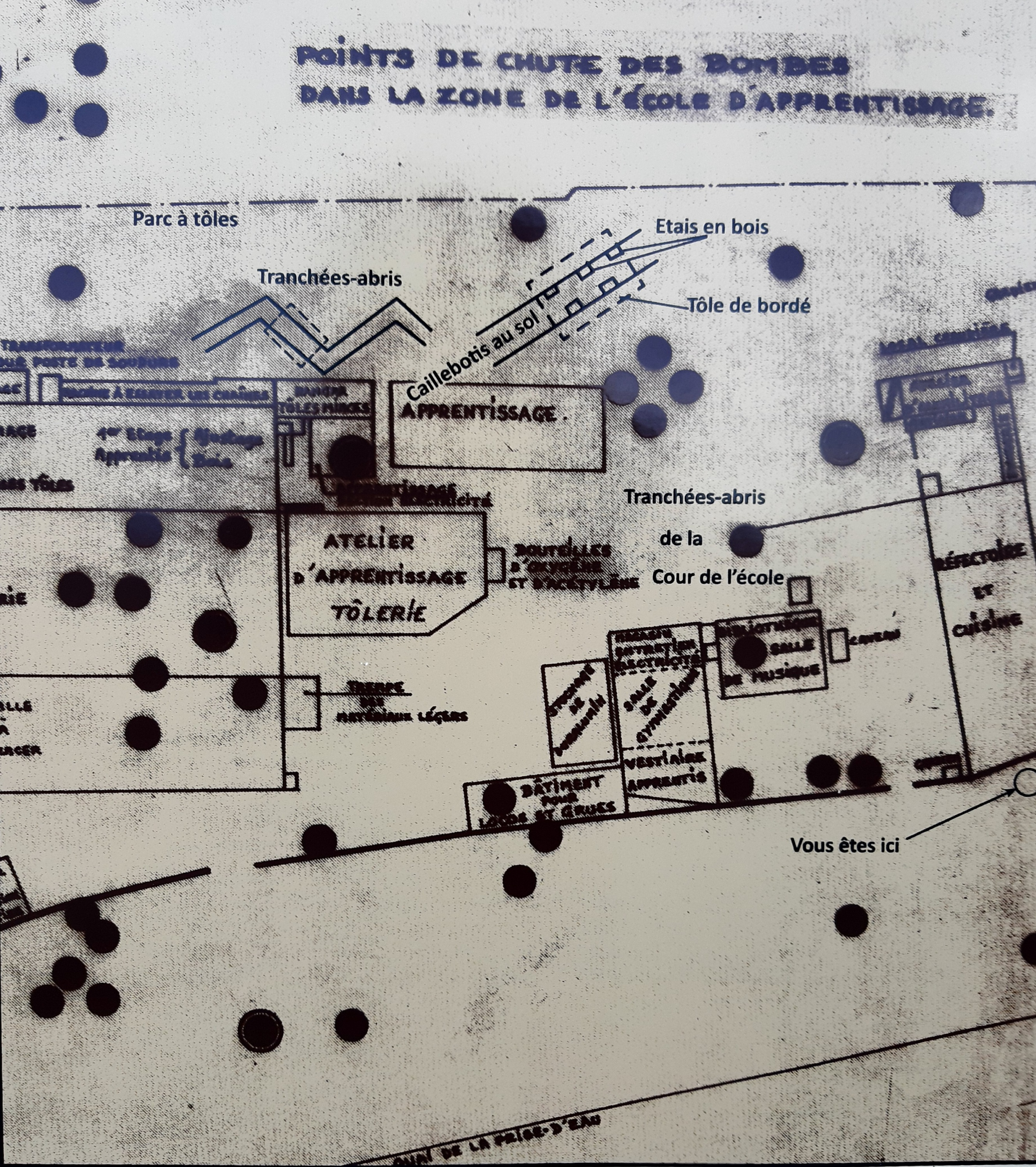
Plan de l'école d'apprentissage et des points d'impact des bombes
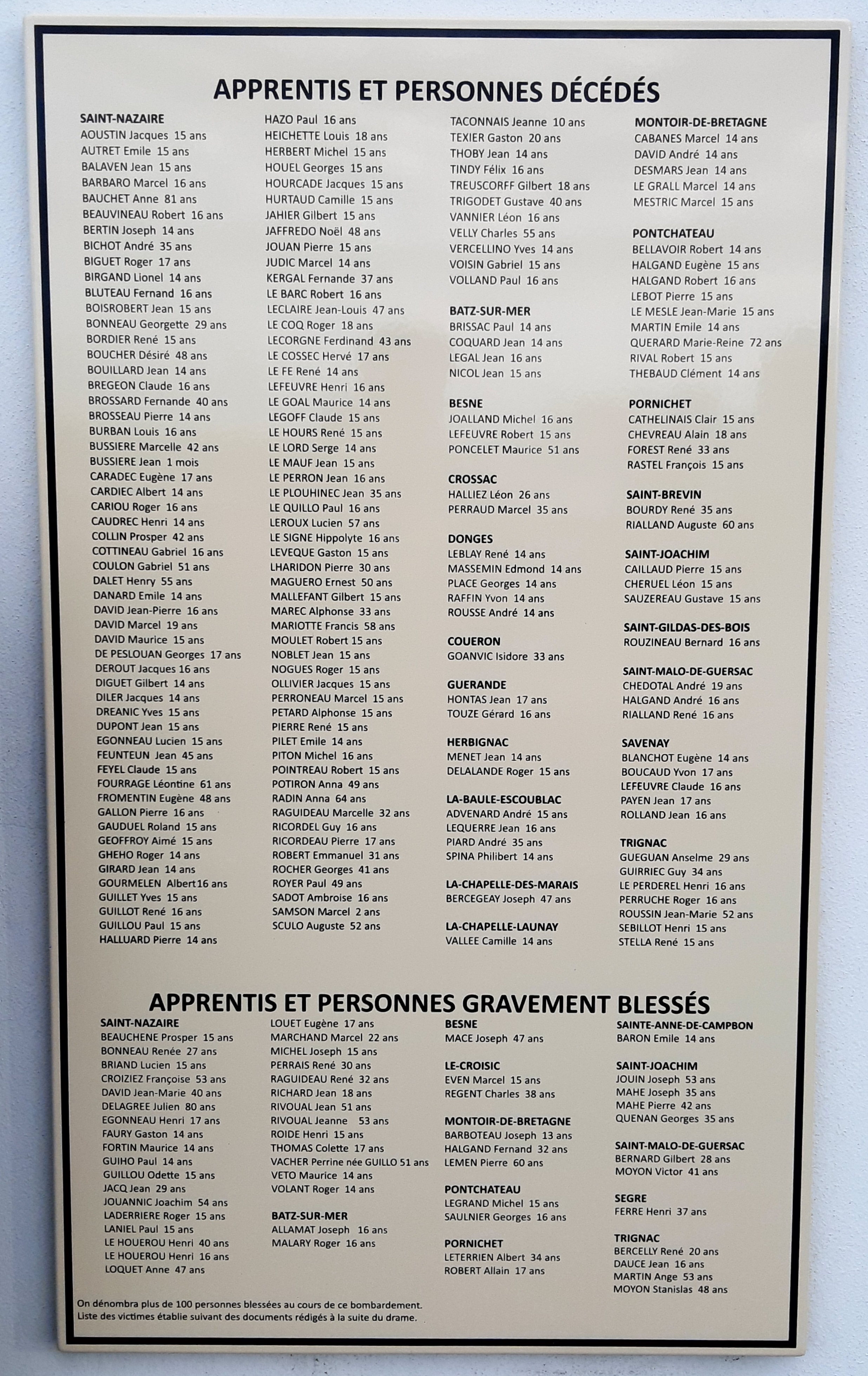
Liste des victimes et des blessés graves, originaires de Saint-Nazaire et des communes des alentours
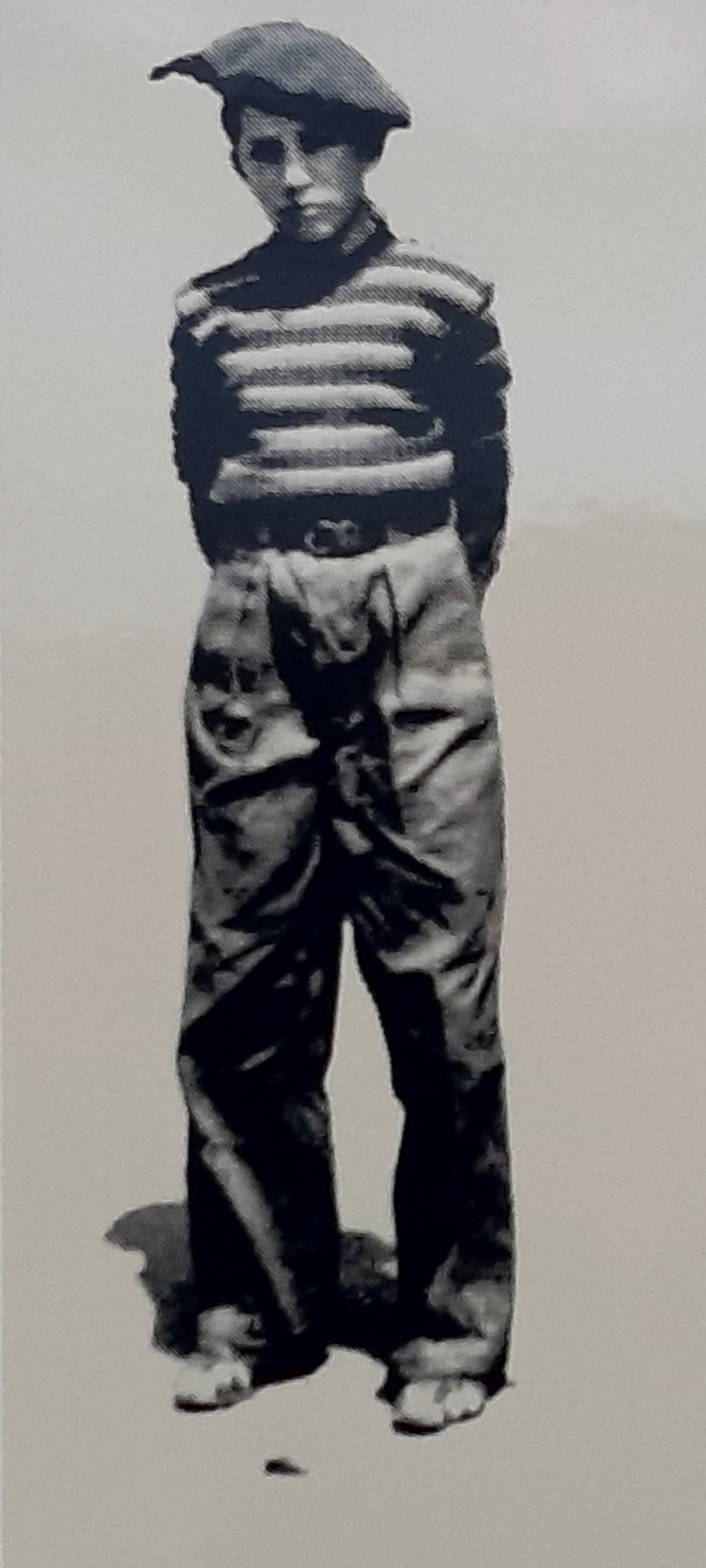
Portrait d'un apprenti décédé ce jour-là